# Conception (Seszele)
Conception – wysepka na Oceanie Indyjskim w grupie Wysp Wewnętrznych w Republice Seszeli, ok. 2 km na zachód od Mahé. Jej powierzchnia wynosi 0,603 km². Do lat 70. XX wiek istniała tu plantacja palmy kokosowej.
Conception jest współcześnie rezerwatem przyrody. Zamieszkuje ją kilka rzadkich gatunków ptaków, m.in. szlarnik seszelski (Zosterops modestus), pustułka seszelska (Falco araea), koralczyk czerwonogłowy (Alectroenas pulcherrima) i synogarlica brunatna (Streptopelia picturata).